# Galgate
Galgate är en ort i Storbritannien.   Den ligger i grevskapet Lancashire och riksdelen England, i den centrala delen av landet, 300 km nordväst om huvudstaden London. Galgate ligger 39 meter över havet och antalet invånare är 1 612.
Terrängen runt Galgate är platt västerut, men österut är den kuperad.Runt Galgate är det tätbefolkat, med 319 invånare per kvadratkilometer. Närmaste större samhälle är Lancaster, 7,1 km norr om Galgate. Trakten runt Galgate består i huvudsak av gräsmarker.